# Бібліотека Адмонтського абатства
Бібліотека Адмонтського абатства (нім. Stiftsbibliothek Admont) — австрійська монастирська бібліотека розташована в Адмонті, невеликому містечку біля річки Енс в Австрії, є частиною абатства Адмонт.
Бібліотека Адмонтського абатства, що має розміри 70 метрів в довжину, 14 метрів в ширину і 13 метрів у висоту є найбільшою монастирською бібліотекою у світі., відома своїм мистецтвом у стилі бароко, архітектурою та давніми рукописами.

## Історія
Бібліотека Адмонтського абатства була створена за зразком бібліотеки Імператорського двору у Відні. Архітектором бібліотеки був Йозеф Гюбер. Будівництво розпочалося 1074 року і було завершено 1776 року

## Архітектура
Сучасне приміщення бібліотеки було споруджене 1776 року за проектом архітектора Йозефа Гюбера за наказом монарха абата Маттеуса Оффнера.
Стеля складається з семи куполів, прикрашених фресками Бартоломео Альтомонте, які показують етапи людського знання аж до найвищої точки Божественного Одкровення. Денне світло пропускають 48 вікон, а архітектура та дизайн виражають ідеали Просвітництва, на тлі якого вражаюче контрастують скульптури Йозефа Штаммеля.

## Фонди

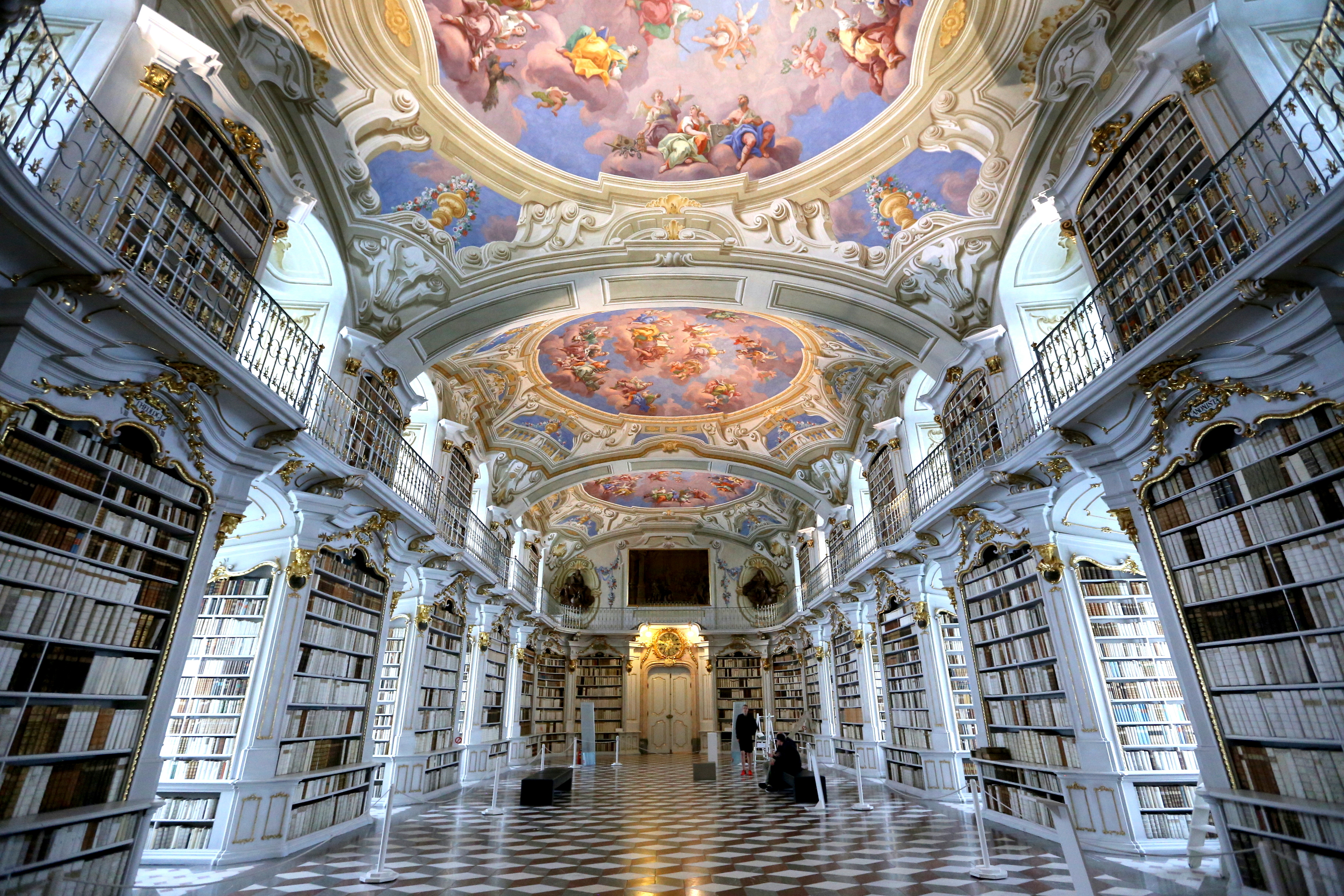
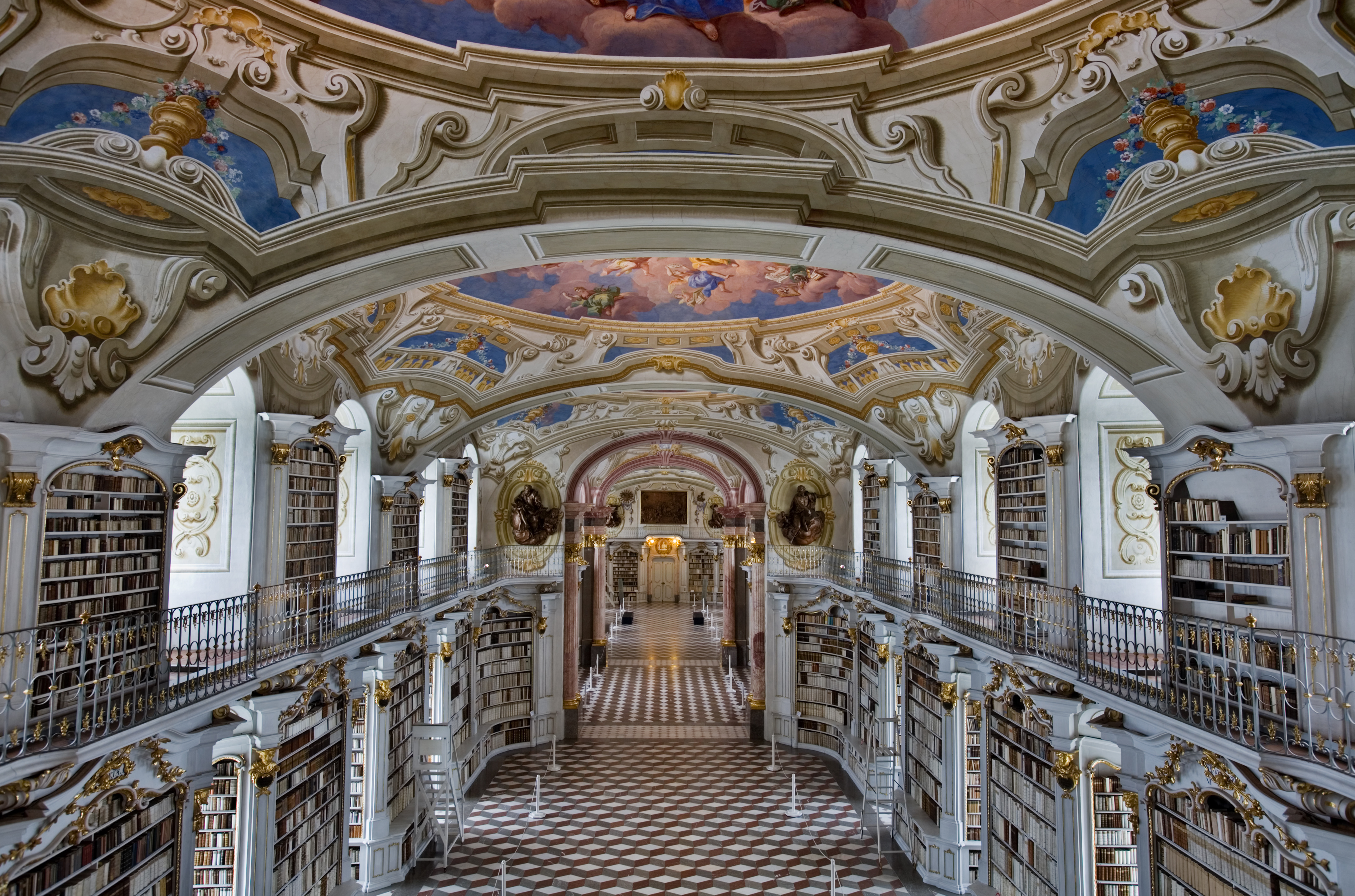

У фондах бібліотеки зберігається близько 200 000 томів, які демонструють важливу художню та історичну еволюцію літератури впродовж століть: тут є 70 000 відреставрованих книг, понад 1400 рукописів, а також понад 900 інкунабул. Серед скарбів бібліотеки — ілюмінований рукопис, відомий як Адмонтська біблія.